# Velilla de San Antonio
Velilla de San Antonio är en kommun i Spanien. Den ligger i den autonoma regionen Madrid, i den centrala delen av landet, 20 km öster om huvudstaden Madrid. Antalet invånare är 14 003 (2024).